# Болезнь Марека
Болезнь Марека — высококонтагиозное вирусное неопластическое заболевание кур. Названа в честь Йожефа Марека, венгерского ветеринара. Болезнь Марека вызывается альфагерпесвирусом, известным как «вирус болезни Марека» (MDV) или галлидский альфагерпесвирус 2 (GaHV-2). Болезнь характеризуется наличием Т-клеточной лимфомы, а также инфильтрацией нервов и органов лимфоцитами. Вирусы, родственные MDV, по-видимому, являются доброкачественными и могут быть использованы в качестве вакцинных штаммов для профилактики болезни Марека. Например, родственный герпесвирус, обнаруженный у индеек (HVT), не вызывает никаких видимых заболеваний у птиц и продолжает использоваться в качестве вакцинного штамма для профилактики болезни Марека.
Птицы, зараженные GaHV-2, могут быть носителями и переносчиками вируса в течение всей жизни. Новорожденные цыплята защищены материнскими антителами в течение нескольких недель. После заражения микроскопические поражения появляются через одну-две недели, а грубые поражения — через три-четыре недели. Вирус распространяется в перхоти из перьевых фолликулов и передается при вдыхании.

## Синдромы
Известно шесть синдромов, возникающих после заражения болезнью Марека. Эти синдромы могут накладываться друг на друга.
- Классическая болезнь Марека или нейролимфоматоз вызывает асимметричный паралич одной или нескольких конечностей. При поражении блуждающего нерва может возникнуть затрудненное дыхание или расширение крупа. Помимо поражения периферических нервов, часто встречаются лимфоматозные инфильтраты/опухоли в коже, скелетных мышцах, висцеральных органах. Обычно поражаются такие органы, как яичник, селезенка, печень, почки, легкие, сердце, провентрикулус и надпочечники.
- Острая болезнь Марека — это эпидемия в ранее неинфицированном или невакцинированном стаде, вызывающая угнетение, паралич и смерть большого количества птиц (до 80 %). Возраст начала заболевания гораздо более ранний, чем при классической форме; птицы заболевают в возрасте от четырёх до восьми недель. Наблюдается инфильтрация в многочисленные органы/ткани.
- Глазной лимфоматоз вызывает инфильтрацию радужной оболочки лимфоцитами (из-за чего она становится серой), неодинаковый размер зрачков и слепоту.
- Кожная болезнь Марека вызывает круглые, твердые поражения в перьевых фолликулах.
- Атеросклероз индуцируется у экспериментально зараженных цыплят[1].
- Иммуносупрессия — это ослабление Т-лимфоцитов в результате болезни Марека, препятствующее компетентному иммунологическому ответу против патогенного вызова, при этом пораженные птицы становятся более восприимчивыми к таким заболеваниям, как кокцидиоз и инфекция кишечной палочки[2]. Кроме того, без стимуляции клеточно-опосредованного иммунитета гуморальный иммунитет, обеспечиваемый линиями В-клеток из бурсы Фабрициуса, также отключается, что приводит к полному иммунокомпрометированию птиц.

## Диагноз
Диагностика лимфоидных опухолей у домашней птицы сложна из-за множества этиологических агентов, способных вызывать очень похожие опухоли. Нередко в организме курицы может присутствовать более одного вируса опухолей птиц, поэтому необходимо учитывать как диагноз заболевания/опухоли (патологический диагноз), так и диагноз вируса (этиологический диагноз). Для диагностики болезни Марека был предложен поэтапный процесс, который включает:
1. История, эпидемиология, клинические наблюдения и грубая некропсия;
2. Характеристика опухолевой клетки;
3. Вирусологические характеристики.

Проявление увеличения периферических нервов наряду с характерными клиническими признаками у птицы в возрасте около трёх-четырех месяцев (с висцеральными опухолями или без них) очень наводит на мысль о болезни Марека. Гистологическое исследование нервов выявляет инфильтрацию плеоморфными неопластическими и воспалительными лимфоцитами. Периферическая нейропатия также должна рассматриваться как основное исключение у молодых цыплят с параличом и увеличением нервов без висцеральных опухолей, особенно в нервах с межнейронным отёком и инфильтрацией плазматических клеток.
Наличие узелков на внутренних органах также может свидетельствовать о болезни Марека, но для подтверждения требуется дополнительное исследование. Это делается путём гистологической демонстрации лимфоматозной инфильтрации в пораженной ткани. В процесс может быть вовлечён целый ряд лейкоцитов, включая лимфоцитарные клеточные линии, такие как большой лимфоцит, лимфобласт, примитивные ретикулярные клетки и иногда плазматические клетки, а также макрофаги и плазматические клетки. Т-клетки вовлекаются в злокачественный процесс, демонстрируя неопластические изменения с признаками митоза. Лимфоматозные инфильтраты необходимо дифференцировать от других заболеваний, поражающих домашнюю птицу, включая лимфоидный лейкоз и ретикулоэндотелиоз, а также от воспалительного процесса, связанного с гиперпластическими изменениями пораженной ткани.
Основные клинические признаки, а также грубые и микроскопические особенности, которые наиболее полезны для дифференциации болезни Марека от лимфоидного лейкоза и ретикулоэндотелиоза, включают:
1. Возраст: Болезнь Марека может поражать птиц в любом возрасте, в том числе в возрасте <16 недель;
2. Клинические признаки: Частые параличи крыльев и ног;
3. Заболеваемость: >5 % в невакцинированных стадах;
4. Потенциальное увеличение нервов;
5. Интерфолликулярные опухоли в бурсе Фабрициуса;
6. Поражение ЦНС;
7. Лимфоидная пролиферация в коже и перьевых фолликулах;
8. Плеоморфные лимфоидные клетки в нервах и опухолях;
9. Т-клеточные лимфомы.

Помимо грубой патологии и гистологии, другие современные процедуры, используемые для окончательной диагностики болезни Марека, включают иммуногистохимию для определения типа клеток и вирусоспецифических антигенов, стандартную и количественную ПЦР для идентификации вируса, выделение вируса для подтверждения инфекции и серологию для подтверждения/исключения инфекции.
Референтной лабораторией Всемирной организации по охране здоровья животных (МЭБ) по болезни Марека является группа «Птичий вирусный онкогенез» (под руководством профессора Венугопала Наира OBE) в Институте Пирбрайта, Великобритания.
Анализ крови методом ПЦР также может выявить болезнь Марека, и правильный анализ может отличить вакцинированную птицу с антителами от истинно положительной на болезнь Марека.
Болезнь Марека не поддаётся лечению, однако поддерживающая терапия может помочь.
Рекомендуется, чтобы все стада, положительные на болезнь Марека, оставались закрытыми, ни одна птица не вводилась в стадо и не покидала его. Строгая биобезопасность и надлежащая уборка необходимы, при этом следует использовать такие средства, как Activated Oxine или Virkon S, и уменьшить скопление перхоти в окружающей среде. Правильное питание, регулярная дегельминтизация и витаминные добавки также помогут сохранить здоровье зараженного стада. Снижение стресса также является ключевым компонентом, поскольку стресс часто приводит к заболеванию птиц, зараженных болезнью Марека.

## Профилактика
Вакцинация — единственный известный метод предотвращения развития опухолей при заражении цыплят вирусом. Однако введение вакцины не предотвращает выделение вируса зараженной птицей, хотя и уменьшает количество вируса, выделяемого с перхотью, следовательно, снижает горизонтальное распространение болезни. Болезнь Марека не распространяется вертикально.
До разработки вакцины против болезни Марека болезнь Марека приносила значительные убытки птицеводческой отрасли США и Великобритании. Вакцина может вводиться однодневным цыплятам путем подкожной прививки или путем вакцинации in ovo, когда яйца переводятся из инкубатора в инкубатор. Вакцинация in ovo является предпочтительным методом, поскольку она не требует обращения с цыплятами и может быть проведена быстро с помощью автоматизированных методов. Иммунитет развивается в течение двух недель.
Поскольку вакцинация не предотвращает заражение вирусом, болезнь Марека по-прежнему передаётся от вакцинированных стад другим птицам, включая популяцию диких птиц. Первая вакцина против болезни Марека была введена в 1970 году. Заболевание вызывает лёгкий паралич, при этом единственные видимые поражения наблюдаются в нервной ткани. Смертность цыплят, зараженных болезнью Марека, была довольно низкой. Современные штаммы вируса Марека, появившиеся спустя десятилетия после введения первой вакцины, вызывают образование лимфомы по всему телу курицы, а смертность достигла 100 % среди невакцинированных цыплят. Вакцина против болезни Марека является «негерметичной вакциной», что означает, что предотвращаются только симптомы болезни. Инфицирование хозяина и передача вируса не подавляются вакциной. Это контрастирует с большинством других вакцин, которые предотвращают заражение хозяина. В нормальных условиях высоковирулентные штаммы вируса не отбираются. Высоковирулентный штамм убьёт хозяина до того, как у вируса появится возможность передаться другим потенциальным хозяевам и реплицироваться. Таким образом, отбираются менее вирулентные штаммы. Эти штаммы достаточно вирулентны, чтобы вызвать симптомы, но не настолько, чтобы убить хозяина, что позволяет дальнейшую передачу вируса. Однако негерметичная вакцина изменяет это эволюционное давление и позволяет эволюционировать высоковирулентным штаммам. Неспособность вакцины предотвратить инфекцию и передачу вируса позволяет распространяться высоковирулентным штаммам среди вакцинированных цыплят. Вакцина повышает приспособленность более вирулентных штаммов.
Эволюция болезни Марека благодаря вакцинации оказала глубокое влияние на птицеводческую отрасль. В настоящее время все куры по всему миру вакцинируются против болезни Марека (птицы, выведенные в частных стадах для несушек или выставок, редко вакцинируются). Высоковирулентные штаммы были отобраны до такой степени, что любая невакцинированная курица погибнет в случае заражения. Другие негерметичные вакцины широко используются в сельском хозяйстве. В частности, одной из таких вакцин является вакцина против птичьего гриппа. Использование негерметичных вакцин против птичьего гриппа может привести к отбору вирулентных штаммов.